# Сабуров, Николай Николаевич
Никола́й Никола́евич Сабу́ров (1843 или 1846 —1896) — русский государственный деятель, директор Департамента полиции; тайный советник; был прокурором Петербургского и Пензенского окружных судов.

## Биография
Родился в 1843 году (22.7.1843?) или в 1846 году. Мать, Аксинья (Ксения) Фёдоровна Сабурова — «вольноотпущенная г-жи Турчаниновой девка», причисленная к мещанскому обществу г. Твери в 1850 году.
В 1853—1860 годах учился в Тверской гимназии. В июне 1860 года получил аттестат № 1026 об окончании в ней полного гимназического курса учения, в котором указано: «Педагогическим советом гимназии признан вполне способным к университетскому учению, а потому за отличные успехи и благородное поведение дается ему право поступить в университет, не подвергаясь в оном испытанию», однако без права на чин XIV класса, так как «не обучался законоведению». В год окончания гимназии жил в Твери, на Никольской улице в доме Зыкова. 
В 1860 году был зачислен без экзаменов на медицинский факультет Московского университета, но в апреле 1862 года по болезни прервал занятия. Спустя год, 19 июля 1863 года он подал прошение ректору университета восстановить его в числе студентов Московского университета, но по юридическому факультету прошение было удовлетворено и в 1867 году он окончил университет со степенью кандидата; 6 ноября того же года был определён кандидатом на судебные должности при прокуроре Московского окружного суда с производством в чин коллежского секретаря. В 1868 году дважды исправлял должность секретаря при прокуроре Московского окружного суда.
С 12 ноября 1868 года занял должность товарища прокурора Тульского окружного суда; 22 апреля 1871 года был переведён на должность товарища прокурора Московского окружного суда.
27 марта 1875 года был назначен прокурором Пензенского окружного суда; в 1876 году получил, по выслуге лет, чин надворного советника и был награждён орденом Св. Анны 2-й степени.
С 24 декабря 1877 года Н. Н. Сабуров стал прокурором Петербургского окружного суда; 6 ноября 1879 года получил чин коллежского советника (в Петербурге жил на Мойке, в доме № 40).
После убийства Александра II был назначен 4 марта 1881 года товарищем обер-прокурора 1-го Департамента Правительствующего Сената; 1 января 1883 года был награждён орденом Св. Владимира 3-й степени, 6 ноября того же года получил чин статского советника, а уже 14 февраля 1885 года получил должность вице-директора Департамента полиции в чине действительного статского советника. В 1886 году проводил ревизию прохождения дел о государственных преступлениях в Таврическом, Харьковском и Московском губернских жандармских управлениях. Участвовал в разработке проекта «Положения об устройстве и содержании промышленных заведений и о надзоре за производством в них работ». Н. Н. Сабуров неоднократно исправлял должность директора Департамента полиции; был награждён орденом Св. Станислава 1-й степени (1 января 1888), орденом Св. Анны 1-й степени (1 января 1891) и Св. Владимира 2-й степени (1 января 1894); был представителем Департамента и Министерства внутренних дел в различных Комиссиях и Совещаниях.
22 июля 1895 года назначен на должность директора Департамента полиции, 1 января 1896 года получил чин тайного советника. Умер 17 (29) апреля 1896 года; похоронен на Никольском кладбище Александро-Невской лавры.
Жена — Вера Васильевна Ростовцева.